# Фигурное катание на зимних юношеских Олимпийских играх 2020
Соревнования по фигурному катанию на III зимних юношеских Олимпийских играх прошли в Лозанне (Швейцария) с 10 по 14 января 2020 года. в четырёх основных дисциплинах фигурного катания (мужское и женское одиночное катание, парное катание и танцы на льду), а также среди смешанных команд без учёта национальной принадлежности фигуристов.

## Участники
К участию в турнире были допущены фигуристы-одиночники, родившиеся не раньше 1 января 2003 года и не позже 31 декабря 2005 года, а также парники и танцоры, родившиеся не раньше 1 января 2000 года.
Всего в соревнованиях участвовал 71 человек (35 юношей и 36 девушек), из них 15 одиночников, 16 одиночниц, 8 спортивных и 12 танцевальных пар. При этом максимальная квота от одной страны составляла 12 человек (6 юношей и 6 девушек), то есть в каждом виде максимум два участника/пары.

## Квалификация
Национальная принадлежность большинства участников, определились по результатам чемпионате мира среди юниоров 2019 года. Те страны, спортсмены которых заняли на чемпионате мира призовые места, имели право выставить на соревнованиях по два участника / пары в соответствующем виде. При этом, если спортсмены какой-то страны заняли более одного призового места на чемпионате, то максимальная квота всё равно оставалась в два места. Остальные квоты выбирались по одному участнику от каждой страны согласно занятым на юниорском первенстве местам.
Оставшиеся 4 места у одиночников и 3 в парных видах были распределены по рейтингу ИСУ и выступлениям спортсменов в серии Гран-при среди юниоров сезона 2019—2020. Если представители Швейцарии (страны-хозяйки соревнований) не квалифицировались обычным способом (на чемпионате мира среди юниоров 2019 года швейцарцы не получили ни одной лицензии), то на Гран-при будет распределяться на 1 место меньше в каждом виде. Кто конкретно будет представлять страну на играх, определялось каждым Национальным Олимпийским комитетом самостоятельно с учётом возрастных ограничений для участников.

### Первый этап
По результатам выступлений спортсменов в Загребе на чемпионате мира среди юниоров, следующие страны получили лицензии и имеют право выставить на III зимних юношеских Олимпийских играх 2020 года участников (пар):
| Вид | Юноши                                                       | Девушки                                                                                | Пары                                        | Танцы                            |
| --- | ----------------------------------------------------------- | -------------------------------------------------------------------------------------- | ------------------------------------------- | -------------------------------- |
| 2   | США · Италия · Россия                                       | Россия · США                                                                           | Россия                                      | Россия · Канада                  |
| 1   | Канада · Япония · Франция · Грузия^^ · Азербайджан^ · Чехия | Япония · Республика Корея · Канада · Грузия · Азербайджан · Венгрия · Франция · Италия | США · Китай · Франция^ · Израиль^ · Украина | Франция · Грузия · США · Украина |

### Второй этап
По результатам этапов юниорского Гран-при сезона 2019/2020 годов определились заключительные спортсмены юношеских Олимпийских игр.
Учитывая, что хозяева не получили ни одной лицензии во всех видах швейцарцы забронировали в каждом виде по одному месту.
| Мест | Мужчины                                          | Женщины                                   | Пары                             | Танцы                               |
| ---- | ------------------------------------------------ | ----------------------------------------- | -------------------------------- | ----------------------------------- |
| 1    | Швейцария · Республика Корея · Израиль · Украина | Швейцария · Эстония · Польша^^ · Болгария | Швейцария^^^ · Германия · Канада | Швейцария · Чехия · Япония · Италия |

### Резервные фигуристы
Резервные фигуристы готовы будут выступить на зимних Олимпийских играх если возникнет невозможность выступить заявленных фигуристов, в случае если в этих странах нет запасных.
| Мест | Мужчины                              | Женщины                                | Пары                                       | Танцы                                         |
| ---- | ------------------------------------ | -------------------------------------- | ------------------------------------------ | --------------------------------------------- |
| 1    | Эстония · Китай · Германия · Австрия | Финляндия · Болгария · Китай · Австрия | КНДР^^^ · Грузия · Италия^^^ · Словакия^^^ | Эстония · Великобритания · Германия · Израиль |

- ^ — Федерация Азербайджана не смог выставить одиночника и это право перешло к эстонской федерации. Среди парников от участия отказались представители Франции и Израиля, право на это получили федерации КНДР и Грузии соответственно.
- ^^ — В последний момент от участия в Юношеских Олимпийских играх отказалась федерация Грузии среди одиночников, их заменил представитель КНР. Также в последний момент среди одиночниц последовал отказ от польской федерации это право перешло к финской федерации.
- ^^^ — Также в последний момент от участия в Юношеских Олимпийских играх отказались в разряде парного катания хозяева (швейцарская федерация) и федерация КНДР. Это право перешло к федерациям Италии и Словакии. Однако эти федерации не смогли предоставить пары, которые заменят их на играх. Других резервистов среди парников не оказалось

### Смешанные командные соревнования
Командные соревнования на III юношеских Олимпийских играх проходят по правилам, отличающимся от правил командного турнира на зимних Олимпийских играх, в первую очередь, тем, что команды формируются без учёта национальной принадлежности участников, а по такой схеме:
- Все участники, в зависимости от занятых на индивидуальных соревнованиях мест, делятся на три группы в каждой дисциплине:

| Юноши и девушки - Группа 1: места с 1 по 5 - Группа 2: места с 6 по 11 - Группа 3: места с 12 по 16 | Спортивные пары - Группа 1: места с 1 по 3 - Группа 2: места с 4 по 7 - Группа 3: места с 8 по 10 | Танцевальные пары - Группа 1: места с 1 по 4 - Группа 2: места с 5 по 8 - Группа 3: места с 9 по 12 |

- Затем из каждой группы жеребьёвкой составляется 8 команд по 6 человек (юноша, девушка, спортивная и танцевальная пары), следующим образом:

| Команда   | Юноши         | Девушки       | Пары          | Танцы         |
| --------- | ------------- | ------------- | ------------- | ------------- |
| Команда 1 | из 1-й группы | из 3-й группы | из 2-й группы | из 1-й группы |
| Команда 2 | из 2-й группы | из 2-й группы | из 1-й группы | из 3-й группы |
| Команда 3 | из 3-й группы | из 1-й группы | из 1-й группы | из 2-й группы |
| Команда 4 | из 1-й группы | из 3-й группы | из 2-й группы | из 1-й группы |
| Команда 5 | из 2-й группы | из 2-й группы | из 1-й группы | из 3-й группы |
| Команда 6 | из 3-й группы | из 1-й группы | из 2-й группы | из 2-й группы |
| Команда 7 | из 1-й группы | из 3-й группы | из 3-й группы | из 1-й группы |
| Команда 8 | из 2-й группы | из 2-й группы | из 3-й группы | из 2-й группы |
- Фигуристы ещё раз исполнят свои произвольные программы (танцы) и всем, в зависимости от занятого места, будут присвоены баллы:
  - 1-е место — 8 баллов
  - 2-е место — 7 баллов
  - 3-е место — 6 баллов
  - 4-е место — 5 баллов
  - 5-е место — 4 балла
  - 6-е место — 3 балла
  - 7-е место — 2 балла
  - 8-е место — 1 балл

- Каждая команда должна собрать как можно больше баллов, и собравшая наибольшее число баллов занимает первое место.

## Результаты

### Юноши
| Место | Фигурист         | Страна           | Сумма баллов | КП | КП    | ПП | ПП     |
| ----- | ---------------- | ---------------- | ------------ | -- | ----- | -- | ------ |
| 1     | Юма Кагияма      | Япония           | 239.17       | 3  | 72.76 | 1  | 166.41 |
| 2     | Андрей Мозалёв   | Россия           | 237.94       | 1  | 79.72 | 2  | 158.22 |
| 3     | Даниил Самсонов  | Россия           | 215.21       | 2  | 76.63 | 3  | 138.59 |
| 4     | Алекса Ракик     | Канада           | 205.23       | 4  | 70.96 | 4  | 134.27 |
| 5     | Чха Ёнхён        | Республика Корея | 199.12       | 5  | 69.61 | 5  | 129.51 |
| 6     | Чэнь Юйдун       | Китай            | 184.60       | 10 | 57.31 | 6  | 127.29 |
| 7     | Ноа Боденштейн   | Швейцария        | 176.92       | 9  | 60.56 | 7  | 116.36 |
| 8     | Николай Мемола   | Италия           | 176.55       | 7  | 62.18 | 8  | 114.37 |
| 9     | Андрей Кокура    | Украина          | 171.68       | 6  | 62.48 | 10 | 109.20 |
| 10    | Лиам Капейкис    | США              | 161.59       | 14 | 49.57 | 9  | 112.02 |
| 11    | Даниэль Мразек   | Чехия            | 156.98       | 8  | 60.66 | 13 | 96.32  |
| 12    | Арлет Леванди    | Эстония          | 154.65       | 13 | 49.87 | 11 | 104.78 |
| 13    | Франсуа Пито     | Франция          | 154.04       | 11 | 53.02 | 12 | 101.02 |
| 14    | Маттео Налбоне   | Италия           | 144.64       | 12 | 53.01 | 14 | 91.63  |
| 15    | Никита Коваленко | Израиль          | 132.12       | 15 | 44.71 | 15 | 87.41  |

### Девушки
| Место | Фигуристка       | Страна           | Сумма баллов | КП | КП    | ПП | ПП     |
| ----- | ---------------- | ---------------- | ------------ | -- | ----- | -- | ------ |
| 1     | Ю Ён             | Республика Корея | 214.00       | 1  | 73.51 | 1  | 140.49 |
| 2     | Ксения Синицына  | Россия           | 200.03       | 2  | 71.77 | 2  | 128.26 |
| 3     | Анна Фролова     | Россия           | 187.72       | 3  | 69.07 | 4  | 118.65 |
| 4     | Мана Кавабэ      | Япония           | 185.22       | 4  | 65.84 | 3  | 119.38 |
| 5     | Алина Урушадзе   | Грузия           | 179.50       | 5  | 63.10 | 6  | 116.40 |
| 6     | Алессия Торнаги  | Италия           | 178.60       | 6  | 62.19 | 5  | 116.41 |
| 7     | Одри Шин         | США              | 176.67       | 7  | 60.36 | 7  | 116.31 |
| 8     | Екатерина Рябова | Азербайджан      | 169.37       | 9  | 59.30 | 8  | 110.07 |
| 9     | Майя Маццара     | Франция          | 166.16       | 8  | 59.48 | 9  | 106.68 |
| 10    | Анаис Корадуччи  | Швейцария        | 150.89       | 13 | 48.03 | 10 | 102.86 |
| 11    | Кэтрин Карл      | Канада           | 143.42       | 12 | 49.57 | 11 | 93.85  |
| 12    | Регина Шерманн   | Венгрия          | 141.82       | 11 | 50.62 | 13 | 91.20  |
| 13    | Кейт Ванг        | США              | 141.17       | 10 | 54.75 | 14 | 86.42  |
| 14    | Эва-Лотта Кийбус | Эстония          | 138.70       | 14 | 46.63 | 12 | 92.07  |
| 15    | Ивелина Байчева  | Болгария         | 128.83       | 16 | 43.90 | 15 | 84.93  |
| 16    | Нелла Пелконен   | Финляндия        | 118.42       | 15 | 45.13 | 16 | 73.29  |

### Спортивные пары
| Место | Фигуристы                             | Страна   | Сумма баллов | КП  | КП    | ПП  | ПП     |
| ----- | ------------------------------------- | -------- | ------------ | --- | ----- | --- | ------ |
| 1     | Аполлинария Панфилова / Дмитрий Рылов | Россия   | 199.21       | 1   | 71.74 | 1   | 127.47 |
| 2     | Диана Мухаметзянова / Илья Миронов    | Россия   | 175.42       | 2   | 60.45 | 2   | 114.97 |
| 3     | Алина Бутаева / Лука Берулава         | Грузия   | 157.29       | 3   | 59.14 | 3   | 98.15  |
| 4     | Брук Макинтош / Брендон Тост          | Канада   | 146.15       | 5   | 49.38 | 4   | 96.77  |
| 5     | Ван Юйчэнь / Хуан Ихан                | Китай    | 141.61       | 6   | 46.96 | 5   | 94.65  |
| 6     | Кейт Флеминг / Джедедайя Исбелл       | США      | 137.97       | 4   | 49.87 | 6   | 88.10  |
| 7     | Летиция Рошер / Луис Шустер           | Германия | 123.05       | 7   | 42.80 | 7   | 80.25  |
| DSQ   | София Нестерова / Артём Даренский     | Украина  | 128.47       | DSQ | 45.82 | DSQ | 82.65  |

### Танцы на льду
| Место | Фигуристы                                  | Страна    | Сумма баллов | РТ | РТ    | ПТ | ПТ     |
| ----- | ------------------------------------------ | --------- | ------------ | -- | ----- | -- | ------ |
| 1     | Ирина Хавронина / Дарио Чиризано           | Россия    | 164.63       | 1  | 63.52 | 1  | 101.11 |
| 2     | Софья Тютюнина / Александр Шустицкий       | Россия    | 159.15       | 2  | 62.64 | 2  | 96.51  |
| 3     | Катарина Вулфкостин / Джеффри Чен          | США       | 152.43       | 5  | 57.02 | 3  | 95.41  |
| 4     | Натали Д’Алессандро / Брюс Вадделл         | Канада    | 151.52       | 3  | 59.61 | 5  | 91.91  |
| 5     | Мику Макита / Тайлер Гунара                | Канада    | 148.89       | 4  | 58.47 | 6  | 90.42  |
| 6     | Ютана Ёсида / Синго Нисияма                | Япония    | 148.70       | 6  | 56.38 | 4  | 92.32  |
| 7     | Анна Чернявская / Олег Муратов             | Украина   | 131.61       | 7  | 52.24 | 8  | 79.37  |
| 8     | Дениса Цимлова / Вилем Главса              | Чехия     | 131.03       | 8  | 50.06 | 7  | 80.97  |
| 9     | Джулия Туба / Андреа Туба                  | Италия    | 125.33       | 10 | 47.79 | 9  | 77.54  |
| 10    | Селина Фраджи / Жан-Ханс Фурно             | Франция   | 121.24       | 9  | 49.11 | 10 | 72.13  |
| 11    | Юлия Лебедева-Битадзе / Михаил Кайгородцев | Грузия    | 115.65       | 11 | 47.20 | 11 | 68.45  |
| 12    | Джина Зендер / Беда-Леон Зибер             | Швейцария | 96.95        | 12 | 36.10 | 12 | 60.85  |

## Командные соревнования
Результаты в командных соревнованиях засчитываются по выступлениям в произвольных программах.

### Результаты командных соревнований
| Место   | Команда               | Юноши                      | Юноши | Девушки                  | Девушки | Спортивные пары                              | Спортивные пары | Танцевальные дуэты                          | Танцевальные дуэты | Всего набрано баллов командой |
| ------- | --------------------- | -------------------------- | ----- | ------------------------ | ------- | -------------------------------------------- | --------------- | ------------------------------------------- | ------------------ | ----------------------------- |
| Золото  | Команда Courage       | Арлет Леванди Эстония      | 2     | Ксения Синицына Россия   | 8       | Алина Бутаева / Лука Берулава Грузия         | 6               | Ютана Ёсида / Синго Нисияма Япония          | 8                  | 24                            |
| Серебро | Команда Focus         | Юма Кагияма Япония         | 8     | Кейт Ванг США            | 4       | Кейт Флеминг / Джедедайя Исбелл США          | 3               | Софья Тютюнина / Александр Шустицкий Россия | 7                  | 22                            |
| Бронза  | Команда Vision        | Андрей Мозалёв Россия      | 7     | Регина Шерманн Венгрия   | 3       | София Нестерова / Артём Даренский Украина    | 2               | Натали Д’Алессандро / Брюс Вадделл Канада   | 6                  | 18                            |
| 4       | Команда Determination | Чха Ёнхён Республика Корея | 6     | Нелла Пелконен Финляндия | 2       | Брук Макинтош / Брендон Тост Канада          | 5               | Катарина Вулфкостин / Джеффри Чен США       | 5                  | 18                            |
| 5       | Команда Motivation    | Андрей Кокура Украина      | 3     | Алессия Торнаги Италия   | 6       | Диана Мухаметзянова / Илья Миронов Россия    | 7               | Джина Зендер / Беда-Леон Зибер Швейцария    | 1                  | 17                            |
| 6       | Команда Discovery     | Николай Мемола Италия      | 4     | Кэтрин Карле Канада      | 1       | Аполлинария Панфилова / Дмитрий Рылов Россия | 8               | Селина Фраджи / Жан-Ханс Фурно Франция      | 2                  | 15                            |
| 7       | Команда Future        | Маттео Налбоне Италия      | 1     | Анна Фролова Россия      | 7       | Ван Юйчэнь / Хуан Ихан Китай                 | 4               | Анна Чернявская / Олег Муратов Украина      | 3                  | 15                            |
| 8       | Команда Hope          | Лиам Капейкис США          | 5     | Майя Маццара Франция     | 5       | Летиция Рошер / Луис Шустер Германия         | 1               | Мику Макита / Тайлер Гунара Канада          | 4                  | 15                            |

### Юноши
| Место | Фигурист       | Страна           | ПП     | Очки | Команда               |
| ----- | -------------- | ---------------- | ------ | ---- | --------------------- |
| 1     | Юма Кагияма    | Япония           | 157.62 | 8    | Команда Focus         |
| 2     | Андрей Мозалёв | Россия           | 154.97 | 7    | Команда Vision        |
| 3     | Чха Ёнхён      | Республика Корея | 133.13 | 6    | Команда Determination |
| 4     | Лиам Капейкис  | США              | 117.28 | 5    | Команда Hope          |
| 5     | Николай Мемола | Италия           | 112.27 | 4    | Команда Discovery     |
| 6     | Андрей Кокура  | Украина          | 100.38 | 3    | Команда Motivation    |
| 7     | Арлет Леванди  | Эстония          | 97.63  | 2    | Команда Courage       |
| 8     | Маттео Налбоне | Италия           | 73.89  | 1    | Команда Future        |

### Девушки
| Место | Фигуристка      | Страна    | ПП     | Очки | Команда               |
| ----- | --------------- | --------- | ------ | ---- | --------------------- |
| 1     | Ксения Синицына | Россия    | 127.63 | 8    | Команда Courage       |
| 2     | Анна Фролова    | Россия    | 126.00 | 7    | Команда Future        |
| 3     | Алессия Торнаги | Италия    | 125.22 | 6    | Команда Motivation    |
| 4     | Майя Маццара    | Франция   | 103.36 | 5    | Команда Hope          |
| 5     | Кейт Ванг       | США       | 101.84 | 4    | Команда Focus         |
| 6     | Регина Шерманн  | Венгрия   | 95.37  | 3    | Команда Vision        |
| 7     | Нелла Пелконен  | Финляндия | 91.27  | 2    | Команда Determination |
| 8     | Кэтрин Карле    | Канада    | 91.22  | 1    | Команда Discovery     |

### Парное катание
| Место | Фигуристы                             | Страна   | ПП     | Очки | Команда               |
| ----- | ------------------------------------- | -------- | ------ | ---- | --------------------- |
| 1     | Аполлинария Панфилова / Дмитрий Рылов | Россия   | 126.49 | 8    | Команда Discovery     |
| 2     | Диана Мухаметзянова / Илья Миронов    | Россия   | 101.89 | 7    | Команда Motivation    |
| 3     | Алина Бутаева / Лука Берулава         | Грузия   | 100.70 | 6    | Команда Courage       |
| 4     | Брук Макинтош / Брендон Тост          | Канада   | 96.73  | 5    | Команда Determination |
| 5     | Ван Юйчэнь / Хуан Ихан                | Китай    | 91.35  | 4    | Команда Future        |
| 6     | Кейт Флеминг / Джедедайя Исбелл       | США      | 91.34  | 3    | Команда Focus         |
| 7     | София Нестерова / Артём Даренский     | Украина  | 86.53  | 2    | Команда Vision        |
| 8     | Летиция Рошер / Луис Шустер           | Германия | 78.28  | 1    | Команда Hope          |

### Танцы на льду
| Место | Фигуристы                            | Страна    | ПТ    | Очки | Команда               |
| ----- | ------------------------------------ | --------- | ----- | ---- | --------------------- |
| 1     | Ютана Ёсида / Синго Нисияма          | Япония    | 99.31 | 8    | Команда Courage       |
| 2     | Софья Тютюнина / Александр Шустицкий | Россия    | 96.89 | 7    | Команда Focus         |
| 3     | Натали Д’Алессандро / Брюс Вадделл   | Канада    | 95.73 | 6    | Команда Vision        |
| 4     | Катарина Вулфкостин / Джеффри Чен    | США       | 90.41 | 5    | Команда Determination |
| 5     | Мику Макита / Тайлер Гунара          | Канада    | 89.87 | 4    | Команда Hope          |
| 6     | Анна Чернявская / Олег Муратов       | Украина   | 80.86 | 3    | Команда Future        |
| 7     | Селина Фраджи / Жан-Ханс Фурно       | Франция   | 75.86 | 2    | Команда Motivation    |
| 8     | Джина Зендер / Беда-Леон Зибер       | Швейцария | 60.87 | 1    | Команда Motivation    |